# Joachim Charles Napoléon Clary
Pour les articles homonymes, voir Famille Clary (Marseille).
Joachim Charles Napoléon Clary (Paris, 12 pluviôse an X, Paris, 20 septembre 1856), est un militaire et homme politique français.

## Biographie
Joachim Charles Napoléon Clary était le neveu du comte Nicolas Clary, pair des Cent-Jours, et des reines d'Espagne et de Suède, épouses du roi Joseph et de Bernadotte.
Élève de l'École spéciale militaire de Saint-Cyr (1819-1821), il entra ensuite dans l'armée et servit sous la Restauration. Devenu capitaine de carabiniers, il donna sa démission (1831).
En 1848, il fut nommé lieutenant-colonel de la 1re légion de la garde nationale de Paris, et fut grièvement blessé aux journées de Juin.
Membre du conseil général de Seine-et-Marne, il fut appelé au Sénat le 31 décembre 1852, et siégea, jusqu'à sa mort, dans la majorité dynastique.
Il fut inhumé dans le caveau familial du cimetière du Père-Lachaise (24e division).

## Distinction
| Officier de la Légion d'honneur |

- Légion d'honneur[1] :
  - Chevalier (20 avril 1839), puis,
  - Officier de la Légion d'honneur (23 août 1848).

## Ascendance & postérité
Napoléon Clary est le dernier fils d'Étienne François Clary (1757-1823), député des Bouches-du-Rhône au Corps législatif (Consulat) et de Marcelle (?-19 septembre 1804), fille de Joseph Guey, échevin de Marseille.
- Il épouse, le 29 octobre 1833, sa cousine Baptistine Julie (1802-27 mai 1840, Paris)[3], fille de Henri Joseph Gabriel Blait de Villeneufve (né le 1er mars 1748), administrateur général des postes et relais de France et Honorine Clary (1769-1843), dont il eut[4] :
  - Marie Victorine (Paris, 30 septembre 1834 - Hyères, 13 février 1860), mariée le 29 octobre 1857 avec Alexandre Léopold Berthier (1826-1891), 2e vicomte Berthier (1849), saint-cyrien (1846-1848 : promotion d'Italie), général de brigade, officier de la Légion d'honneur (8 décembre 1870)[5], chevalier de l'ordre de l'Épée de Suède (12 octobre 1862), chambellan de l'empereur Napoléon III, sans postérité ;
  - Joseph Adolphe, 2e comte Clary (1837-1877). Joseph Adolphe (Paris, 25 mai 1837 - Paris, 14 septembre 1877), 2e comte Clary (27 janvier 1870, du fait de la transmission du titre de son oncle François-Joseph Clary, dit Marius, 1786-1841), sous-lieutenant au 1er régiment de chasseurs d'Afrique et depuis chef d'escadron de cavalerie, aide de camp du prince impérial puis officier d'ordonnance de Napoléon III pendant son exil en Grande-Bretagne, chevalier de la Légion d'honneur (26 août 1859)[6], marié, le 10 janvier 1870 à Paris, avec Angèle Louise Charlotte Marion (1844-1917), dame du palais (1866) de l'impératrice Eugénie[n 1], dont :
    - Joséphine Louise Eugénie Marie Charlotte (Boulogne-sur-Seine, 11 septembre 1872 - 1963), mariée avec Arthur Petit, baron de Beauverger (1857-1946), dont postérité ;
    - Joachim Joseph Charles Henri (Boulogne-Billancourt, 6 septembre 1875 - 18 mai 1918), 3e comte Clary.

## Pour approfondir